# شهرستان لا کوت-دو-بوپره
شهرستان لا کوت-دو-بوپره (به انگلیسی: La Côte-de-Beaupré Regional County Municipality) یک منطقهٔ مسکونی در کانادا است که در Capitale-Nationale واقع شده‌است. شهرستان لا کوت-دو-بوپره ۵٬۰۲۷٫۸۰ کیلومتر مربع مساحت و ۲۶٬۱۷۲ نفر جمعیت دارد.